# Morte di un matematico napoletano
Morte di un matematico napoletano är en italiensk dramafilm från 1992 i regi av Mario Martone.

## Utmärkelser
Filmen vann Juryns stora pris vid Filmfestivalen i Venedig 1992.

## Roller (urval)
- Carlo Cecchi – Renato Caccioppoli
- Anna Bonaiuto – Anna
- Renato Carpentieri – Luigi Caccioppoli
- Toni Servillo – Pietro
- Licia Maglietta – Emilia
- Andrea Renzi – Leo
- Lucio Amelio – Markisen
- Toni Bertorelli – Antonio Alcamo
- Antonino Iuorio – Ferdinando
- Patrizio Rispo – Stefanini